# Juan Díaz Godino
Juan D. Godino (Jaén, España, 26 de marzo de 1947) es un matemático, educador e investigador en Didáctica de la Matemática conocido por ser el creador del Enfoque Ontosemiótico del Conocimiento y la Instrucción Matemáticos. Actualmente es catedrático del Departamento de Didáctica de la Matemática de la Universidad de Granada.

## Biografía
Se graduó en 1971 como licenciado en matemáticas en la Universidad Complutense de Madrid bajo la especialidad de astronomía y geodesia. En 1982 obtuvo el título de doctor en matemáticas en el Departamento de Estadística de la Universidad de Granada .
Está casado con la doctora Carmen Batanero quién, actualmente, es catedrática del Departamento de Didáctica de la Matemática de la UGR en el área de estadística y comparten actividades académicas en el mismo grupo de investigación.
Desde 1977 viene trabajando como profesor de matemáticas y didáctica de las matemáticas para la formación de futuros maestros, futuros profesores y desarrollo profesional del profesor. Actualmente es catedrático de Universidad en el área de Didáctica de la Matemática, con destino en la Facultad de Ciencias de la Educación de la Universidad de Granada
. Coordina un grupo de investigación sobre los fundamentos teóricos y metodológicos de la investigación en didáctica de las matemáticas ; asimismo, imparte cursos de posgrado sobre dicho tema y lidera grupos de discusión sobre temáticas actuales .

## Investigaciones en el marco delEOS
Desde 1993 viene desarrollando un marco teórico específico conocido como Enfoque Ontosemiótico del Conocimiento y la Instrucción Matemáticos, en el cual colaboran diversos investigadores, principalmente Vicenç Font de la Universidad de Barcelona y Carmen Batanero .
Juan D. Godino introdujo un término muy novedoso ‘ontosemiótico’ para caracterizar su teoría, adoptando una perspectiva global que articula diversos modelos usadas en didáctica de la matemática. 
Su teoría propone :
- un modelo epistemológico sobre las matemáticas, basado en presupuestos antropológicos/socioculturales (Yves Chevallard, 1997; Luis Radford, 2006);
- un modelo de cognición matemática, sobre bases de la semiología (Charles Sanders Peirce, 1931-58; Umberto Eco, 1984; Louis Hjelmslev,1943);
- un modelo instruccional, sobre bases socio-constructivistas (Guy Brousseau, 1998);
- un modelo ecológico, en el que tiene lugar la sociedad de estudio y la comunicación matemática (Edgar Morin, 1977).